# قوانین (افلاطون)

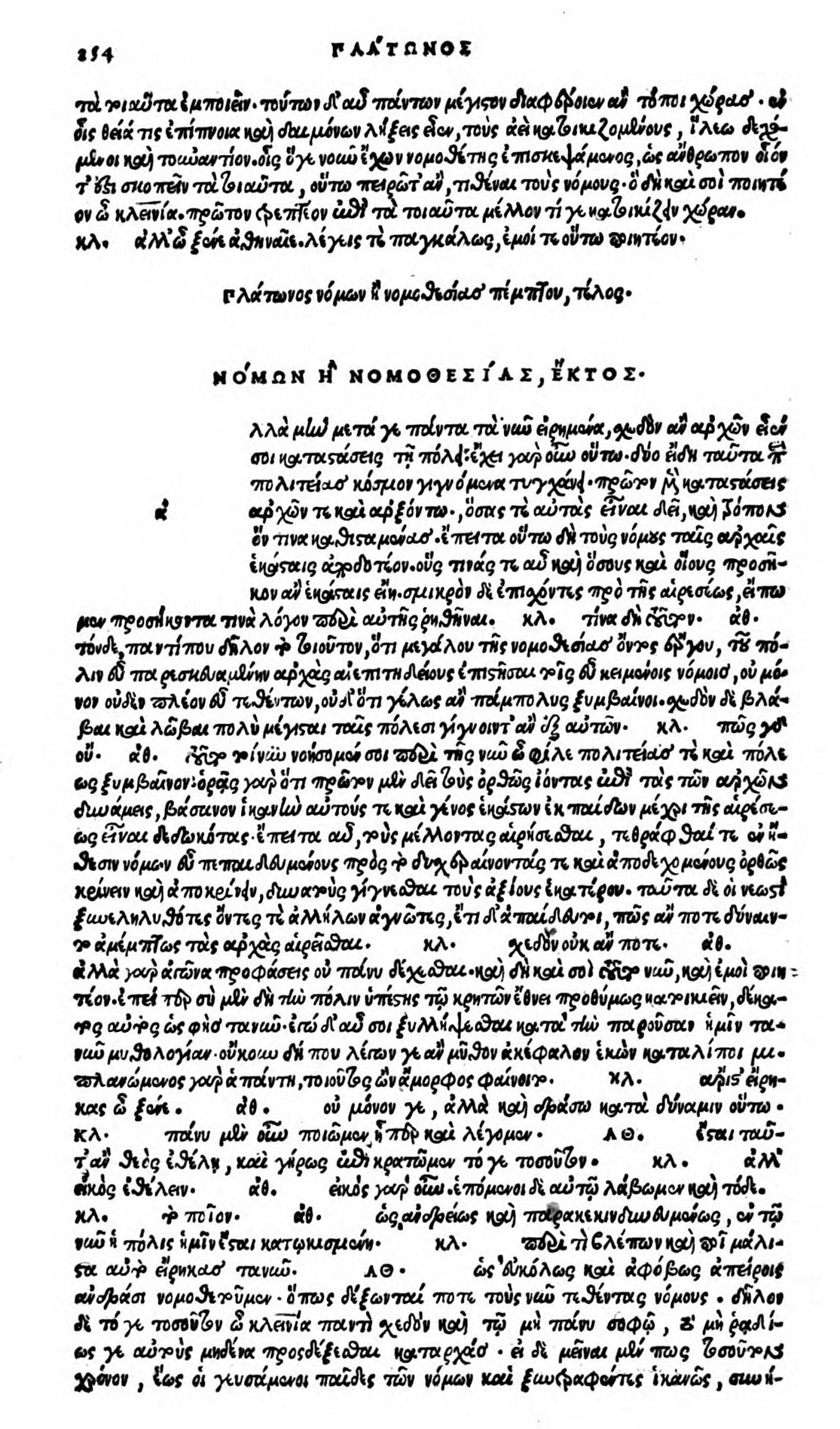
محاورات افلاطون

قوانین یا نوامیس یا دادها مفصل‌ترین و به گمان بسیاری از پژوهندگان شاید آخرین رسالهٔ افلاطون است که پس از سال ۳۵۰ پیش از میلاد در سال‌های آخر زندگی افلاطون نگاشته شده‌است.
موضوع این کتاب مانند کتاب جمهور گفتگو دربارهٔ مسایل سیاسی و بازنمایی پندار افلاطون دربارهٔ قانون و داد است و شاید آخرین نظرهای حکیم را دربارهٔ شهر خوبان یا مدینه فاضله شامل است. در مقام مقایسه با عقاید افلاطون دربارهٔ سیاست و کشورداری و دیگر رسم‌ها و آیین‌ها که در کتاب جمهوری آمده محتوای کتاب دادها نشان می‌دهد که افکار و پندار افلاطون در سال‌های فرجامین زندگیش تغییر و دگرگونی پذیرفته و گونهٔ متفاوتی به خود گرفته‌است. در این کتاب به جای تأکید فراوان دربارهٔ آموختن حکمت و فلسفه، اهمیت و والایی اخترشناسی و ستاره‌شناسی یادآوری شده‌است که همه مردمان در شهر باید دانش نجوم فراگیرند. در این کتاب هم چنین برخلاف رساله‌های جمهور و مرد دیوانی دربارهٔ اهمیت قانون و داد فراوان سخن رفته و بجای فلسفه به دین و آیین اهمیت بیشتر داده شده‌است.
در کتاب دادها در چندین مورد اشاراتی آمده است که باور افلاطون را به بن بد و وجود شر در گیهان و هستی می‌رساند و با توجه به این اشاره‌ها برخی از پژوهندگان دربارهٔ احتمال آشنایی افلاطون با تعلیمات مغان و تأثیر باورهای ثنوی ایرانی بر روی افکار و اندیشه‌های فلسفی او رای داده‌اند که بطورکلی درست می‌نماید ولی باید توجه داشت که افلاطون به هنگام توجیه وجود شر در جهان بدی و پلیدی را ساخته و پرداختهٔ یک بن واحد و دیرین مانند اهریمن در مزدیسنا نمی‌پندارد بلکه پتیارگی و شر را از یک یا چندین مینو و شبح ناشی می‌داند و در مقابل نظم و تناوب گردش ستارگان آهنگینی و موزونی و به آیینی گیهان را به یک مینوی نیک نسبت می‌دهد.